# Charmes (Côte-d’Or)
Charmes település Franciaországban, Côte-d’Or megyében. Lakosainak száma 119 fő (2022. január 1.). Charmes Mirebeau-sur-Bèze, Bézouotte, Cheuge, Cuiserey, Marandeuil és Montmançon községekkel határos.

## Népesség
A település népességének változása:
| Lakosok száma | 85   | 89   | 108  | 123  | 133  | 138  | 135  | 127  | 123  | 119  |
|               | 1968 | 1982 | 1990 | 2006 | 2013 | 2015 | 2017 | 2019 | 2020 | 2022 |